# Крис Кросс
Крис Кросс (при рождении Кристофер Томас Аллен; 14 июля 1952, Тоттенем, Харинги, Великобритания — 25 марта 2024) — английский музыкант, наиболее известный как бас-гитарист в группе новой волны Ultravox.

## Биография

### Ранние годы
Кросс ходил в среднюю современную школу Белмонта, общеобразовательную школу Уильяма Форстера. Он начал свою музыкальную карьеру, играя в различных группах, в Тоттенхэме , Северный Лондон, с его главными ранними влияниями, являющимися Small Faces, Десмондом Деккером , The Crazy World of Arthur Brown.
Позже он присоединился к Stoned Rose в Престоне, Ланкашир, вместе с Питом Хьюзом и Миком Кэрроллом, которые позже сформировали Ritzi, но также решил поступить в колледж, чтобы изучать психологию.

#### Tiger Lily и Ultravox
В 1973 году он вернулся в Лондон, чтобы поступить в Художественный колледж и начал изучать искусство и психологию. Между тем, он также ответил на объявление о создании новой группы, поданное Деннисом Ли, студентом факультета искусств в Лондоне, таким образом сформировав Tiger Lily вместе с гитаристом Стиви Ширсом, вскоре к нему присоединился барабанщик Уоррен Канн, а скрипач/клавишник Билли Карри присоединился в следующем году.
Tiger Lily потратила год на создание/аранжировку и репетицию своих песен, написанных в основном Ли в Modrenos, мастерской по ремонту манекенов в Кингс-Кросс , Лондон . Отыграв концерты с 1974 по 1976 год, в последний год группа решила назвать себя Ultravox! и подписали контракт с Island Records.
В 1979 году, после трех коммерчески неудачных, но влиятельных альбомов, Ultravox! (1977), Ха!-Ха!-Ха! (1977) и Systems of Romance (1978) — и турне по США и Канаде, оригинальный вокалист Джон Фокс и гитарист Робин Саймон, сменивший Стиви Ширса годом ранее, покинули Ultravox, поэтому Кросс работал над еще одним неполным рабочим днем "Purely for Fun" с гитаристом Pretenders Джеймсом Ханиман-Скоттом, одним из его любимых гитаристов, Эдди и вокалистом Hot Rods Барри Мастерсом и барабанщиком The Rods Стивом Николлсом.
С присоединением Миджа Юра в Ultravox группа продолжила работать над своим уникальным синтезаторным звуком во время записи своего успешного альбома Vienna . К тому времени он и Юр были близкими друзьями, вместе сняв музыкальные клипы, такие как " Shy Boy " Бананарамы и " The Telephone Always Rings " группы Fun Boy Three . Кросс принял участие в клипе Band Aid и написал музыку к «The Bloodied Sword». После еще нескольких успешных альбомов — Rage in Eden (1981), Quartet (1982), Monument (1983) и Lament (1984) — и последнего, менее успешного,U-Vox и турне в 1987 году, группа переключилась на другие проекты, и он говорит, что «так и не удосужился поработать над Ultravox».

##### Возрождение Ultravox
В ноябре 2008 года было объявлено, что Ultravox отправятся в тур «Return To Eden» в апреле 2009 года, плюс два фестиваля и, кроме того, EMI выпустила компакт-диск / DVD Best of Ultravox.
Выпущенный в 2012 году альбом Brilliant включал Криса в качестве соавтора всех треков вместе с Билли Карри и Миджем Юром. Альбом продвигался театральным туром по Великобритании и серией концертов в Европе.
Умер 25 марта 2024 года в возрасте 71 года.